# Paul-Émile André
Paul-Émile André (Bleid, Virton, 21 d'octubre de 1911 - Virton, 4 de setembre de 1996) va ser un ciclista belga, que fou professional entre 1935 i 1939. Com amateur guanyà una medalla de bronze al Campionat del món en ruta de 1934, per darrere del neerlandès Kees Pellenaers i el francès André Deforge.

## Palmarès
- 1936
  - Vencedor d'una etapa a la Volta a Luxemburg